# Morada Nova
Morada Nova este un oraș în statul Ceará (CE) din Brazilia.